# Suomen kirjailijaliitto
L'Associazione degli Scrittori Finlandesi (Suomen Kirjailijaliitto ry) è una fondazione culturale che riunisce gli scrittori di prosa di lingua finlandese. Fondata nel 1897 conta allo stato attuale circa 500 membri. La scrittrice Tuula-Liina Irmeli Varis ne è il portavoce ufficiale dal 12 ottobre 2008.